# Limnítis
Limnítis (grec moderne : Λιμνίτης ; turc : Yeşilırmak) est un village côtier dans la région du nord-ouest de Chypre, et la péninsule de Tilliria. Les parties les plus hautes du village sont situées à 20 mètres d'altitude, mais Limnítis s'étend tout le chemin jusqu'à la plage.
De facto, Limnítis est sous le contrôle de la république turque de Chypre du Nord.

## Histoire
Le village est situé au nord-ouest des pentes du Massif du Troodos. La région est le siège depuis longtemps d'une activité humaine significative, avec des vestiges archéologiques, et les ruines de la ville de Soles un peu plus à l'est.
Le bourg actuel date du 19e siècle. Deux familles s'installent à proximité, la famille Osman s'installe à Xerovounos (turc : Kurutepe) et la famille Süleyman  s'installe à Selemani (turc : Süleymaniye).
En 1974, le village marque une des limites de l'avancée des troupes turques dans la péninsule de Tilliria.
Au début des années 2000, le plan Annan pour Chypre a proposé le transfert de ce territoire à un nouvel État chypriote inclus dans une  (con-)fédération chypriote, tout en permettant aux habitants de conserver leur maison. Ce plan ayant été soumis en 2004 à un référendum et rejeté par une majorité de Chypriotes grecs de la population de l'île, zone reste  de facto sous le contrôle de la partie Nord de Chypre.
En 2010, un nouveau point de passage entre la partie nord et la partie sud de l'île a été ouvert en ce lieu,.

## Population
La taille de la population d'origine du village semble être contestée. Selon les chiffres du Gouvernement Chypriote, de 1960, la population était de 323 (315 Turcs et 8 Grecs) et, en 1973, la population a été estimée à 396, tous les Turcs.  Les sources turques estiment que près de 2 000 personnes originaires de la ville vivent maintenant au Royaume-Uni et 1 500 autres vivent en Australie. En 2011, Limnítis avait une population de 458 habitants.
Les gens sont des agriculteurs, cultivant des fruits et des légumes et de les vendant sur les marchés. Le village est connu pour ses cultures de fraises.